# Pułk Jazdy Podlaskiej

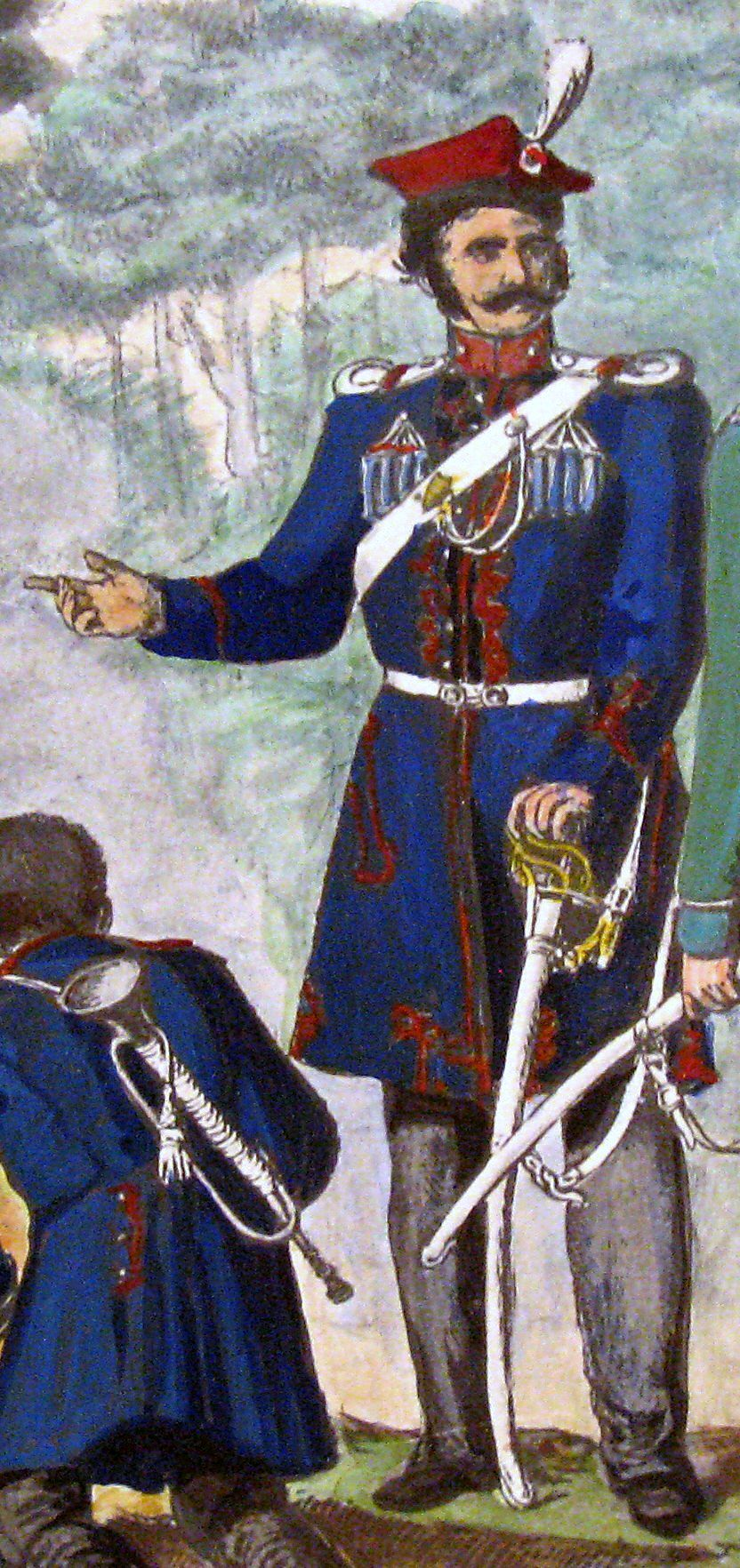
Jeździec Jazdy Podlaskiej

Pułk Jazdy Podlaskiej – pułk jazdy polskiej doby powstania listopadowego.
Sformowany w styczniu 1831. Pułk otrzymał 2 krzyże złote i 2 srebrne. Pułk otrzymał 7 krzyży złotych i 5 srebrnych 26 maja 1831.

## Dowódcy pułku
- płk Antoni Kuszell,
- ppłk Jabłkowski (od 3 maja 1831),
- ppłk Chmielewski (od 2 września 1831).

## Walki pułku
Pułk brał udział w walkach w czasie powstania listopadowego.
Bitwy i potyczki
- Ryczywół (19 lutego 1831),
- Kołbiel (przed 28 lutego 1831),
- Ostrołęka (25 marca 1831),
- Różan (29 marca 1831),
- Przysucha (17 sierpnia 1831).